# Schismatoglottis roseospatha
Schismatoglottis roseospatha är en kallaväxtart som beskrevs av Josef Bogner. Schismatoglottis roseospatha ingår i släktet Schismatoglottis och familjen kallaväxter. Inga underarter finns listade.